# 愛知県立豊橋聾学校
愛知県立豊橋聾学校（あいちけんりつ とよはしろうがっこう）は、愛知県豊橋市にある公立聾学校。

## 歴史
- 1898年（明治31年） - 宝飯郡塩津村（現在の蒲郡市）に私立拾石訓唖義塾として設立。
- 1900年（明治33年） - 私立豊橋訓盲院と合併し、豊橋市内に私立豊橋盲唖学校を開設。
- 1945年（昭和20年） - 愛知県に移管。県立の盲唖学校となる。
- 1948年（昭和23年） - 盲聾分離により、愛知県立豊橋聾学校に改称。

## 設置学部
- 幼稚部
- 小学部
- 中学部
- 高等部

## 校訓
- 「ことば豊かに 強く 明るく」

## 所在地
- 愛知県豊橋市草間町平東100

## アクセス
- 豊橋駅から豊橋鉄道渥美線 南栄駅下車

## 主な出身者
- 今村彩子 - 映画監督、高等部卒